# Ben Davies
Benjamin Thomas "Ben" Davies (født 24. april 1993) er en walisisk fodboldspiller, der spiller som venstre back for fodboldkluben Tottenham Hotspur og Wales nationale fodboldlandshold.

## International karriere
I 2012 blev Davies udtaget til det walisiske landshold til nogle VM kvalifikationskampe i september, han erstattede tidligere holdkammerat Neil Taylor. Han fik sin fulde internationale debut i en 2-1 sejr over Skotland den 12. oktober 2012.